# Diospyros venosa
Diospyros venosa är en tvåhjärtbladig växtart som beskrevs av Nathaniel Wallich och A. Dc. Diospyros venosa ingår i släktet Diospyros och familjen Ebenaceae.

## Underarter
Arten delas in i följande underarter:
- D. v. olivacea
- D. v. venosa